# 穆塞吉布·马尔杜克
穆塞吉布·马尔杜克（公元前692年——公元前689年在位）（英語：Mushezib-Marduk）巴比伦的国王之一。承袭内尔伽尔·乌塞吉布之位。即位后联合埃兰人进行反抗亚述人的军事斗争。双方几经较量，互有胜负。穆塞吉布·马尔杜克终因失去埃兰人的支持而被亚述所击败杀死，亚述随即占领并摧毁了巴比伦。由其君主辛那赫里布兼任君位。